# Барон Ренбёри

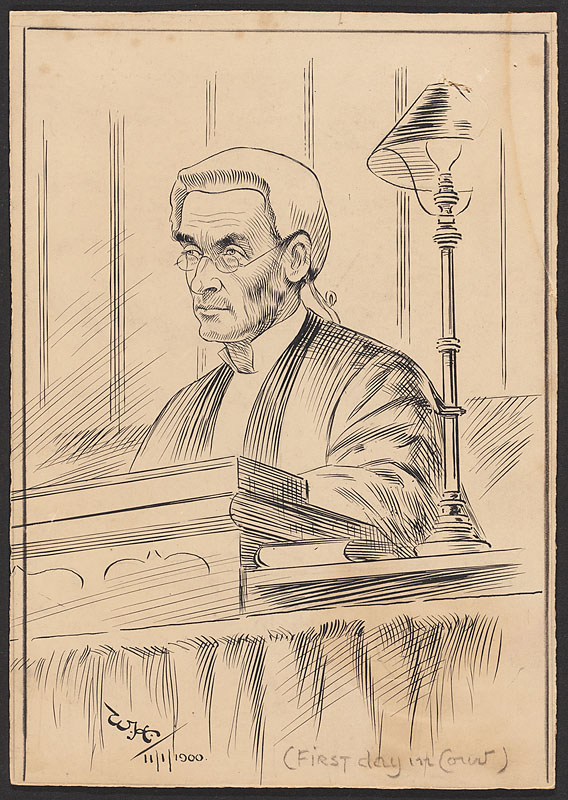
Генри Бартон Бакли, 1-й барон Ренбёри (1845—1935)

Барон Ренбёри из Олд Касла в Даллингтоне в графстве Сассекс — наследственный титул в системе Пэрства Соединённого королевства. Он был создан 12 апреля 1915 года для британского адвоката и судьи, сэра Генри Бакли (1845—1935). Он занимал должности судьи Высокого суда (1900—1906) и лорда-судьи Апелляционного суда (1906—1915).
По состоянию на 2024 год титул носителем титула являлся его правнук, Уильям Эдвард Бакли, 4-й барон Ренбёри (род. 1966), который стал преемником своего отца в 2014 году.
Достопочтенный сэр Дэнис Бартон Бакли (1906—1998), младший сын первого барона, также был судьей Высокого суда и лордом-судьей Апелляционного суда.

## Бароны Ренбёри (1915)
- 1915—1935: Генри Бартон Бакли, 1-й барон Ренбёри (15 сентября 1845 — 27 октября 1935), третий сын преподобного Джона Валла Бакли (1809—1883)[1];
- 1935—1940: Брайан Бертон Бакли, 2-й барон Ренбёри (24 мая 1890 — 30 мая 1940), старший сын предыдущего[2];
- 1940—2014: Джон Бертон Бакли, 3-й барон Ренбёри (18 июня 1927 — 26/27 сентября 2014), единственный сын предыдущего[3];
- 2014 — настоящее время: Уильям Эдвард Бакли, 4-й барон Ренбёри (род. 19 июня 1966), единственный сын предыдущего[4];
  - Наследник титула: достопочтенный Джейми Пол Бакли (род. 2001), сын предыдущего.